# Dietrich von Wernau
Dietrich von Wernau war ein Ritter im Deutschen Orden, der in den Jahren 1435 bis 1454 verschiedene Gebietigerämter im Deutschordensstaat innehatte.
Dietrich von Wernau stammte aus dem schwäbischen Adelsgeschlecht der Herren von Wernau. Der Briefverkehr mit seinem Bruder Wilhelm von Wernau ist im Archiv Preußischer Kulturbesitz erhalten. Er gibt Einblicke in die Verbindungen niederadeliger Familien zu Ordensstaat und die Entsendung von Familienmitgliedern in den Dienst des Hochmeisters.
Man findet ihn in folgenden Funktionen:
- 1435 – 1437 Hauskomtur von Königsberg
- 1441 – 1442 Pfleger von Bütow, zeitgleich Visitierer des Hochmeisters im Reich
- 1442 – 1443 Vogt von Roggenhausen
- 1443 – 1444 Komtur von Althaus/Kulm
- 1447 – 1449 Großkomtur
- 1449 – 1454 Komtur von Rheden

Während seiner Zeit als Pfleger von Bütow war er auch im Auftrag Conrads von Erlichhausens mit diplomatischen Sendungen am Hofe Friedrichs II. von Brandenburg beauftragt.
Zur Zeit des Dreizehnjährigen Krieges hielt er sich wieder in Königsberg auf.
Sein letzter Brief an seinen Bruder datiert vom 19. Juli 1461, in dem er sich für eine Geldzuwendung bedankt und über die Kriegsereignisse in Preußen berichtet. Außerdem wird im Briefverkehr die Ernennung eines Neffen, Johann I. von Wernau, zum Abt von Kempten berichtet.